# Erich Schmidt (Kirchenmusiker)
Erich Schmidt (* 6. August 1910 in Metz; † 8. Juni 2005 in Radebeul) war ein deutscher Kirchenmusiker.

## Leben und Wirken
Erich Schmidt wurde 1910 in Metz geboren. Erste musikalische Ausbildung erhielt er als Mitglied und Erster Präfekt des Thomanerchores unter Karl Straube. Ebenfalls in Leipzig erfolgte sein Studium der Psychologie, Philosophie, Germanistik und Theologie. Schmidt promovierte 1939 als Psychologe mit einer Arbeit über den „Aufbau rhythmischer Gestalten“.
Nach seiner Zeit als Soldat im Zweiten Weltkrieg engagierte sich Erich Schmidt 1945 als Chorleiter in Holzhausen bei Leipzig. Dann wirkte er von 1950 bis 1980 als Domkantor am Meißner Dom. Dort formierte er den Domchor neu und war Gründer der Meißner Kantorei 1961. Weiteres Tätigkeitsfeld war die musikalische Arbeit an der neugegründeten Evangelischen Akademie Meißen sowie die Leitung zahlreicher Singwochen.
Von 1952 bis 1986 war Schmidt Dozent für Chorleitung und bis 1983 stellvertretender Direktor an der Kirchenmusikschule der evangelisch-lutherischen Landeskirche Dresden (heutige Hochschule für Kirchenmusik Dresden). In letzterer Funktion leitete er während zweier längerer Vakanzen  das Institut.
Uraufführungen gestaltete er mit der Meißner Kantorei 1961 unter anderem von Werken der Komponisten Volker Bräutigam (Pfingstgeschichte, Drei Psalmen), Herbert Gadsch (Missa de angelis), Kurt Hessenberg (Das Gleichnis vom großen Abendmahl), Wolfgang Hufschmidt (Seligpreisungen, Kontrafaktur II) und Manfred Weiss (Triptychon). Widmungsträger ist er von Jörg Herchets 1978 entstandener Bußkantate (für Sopran, Alt, Bariton, gemischten Chor, Schlagzeug, Harfe und Orgel auf den Text von Jürg Milbradt).
1968 leitete er – entgegen großen politischen Schwierigkeiten – im Meißner Dom zur 1000-Jahr-Feier des Bistums Meißen die Aufführung des für diesen Anlass von Wolfgang Hufschmidt komponierten Meissner Tedeums nach Texten von Martin Luther und Günter Grass, mit Hartmut Haenchen als Bariton. Eine zweite Aufführung, ebenfalls im Rahmen des Sächsischen Landeskirchentages 1968, erfolgte am 26. Mai in der Dresdner Martin-Luther-Kirche.
Die Gründung der von Erich Schmidt bis 1980 geleiteten Meißner Kantorei 1961 stand im Zusammenhang mit der Aufführung von Willy Burkhards Komposition Das Ezzolied. Weiter zählen zu den zahlreichen zeitgenössischen Werken, welche er meist erstmals in der DDR aufführte, solche von Günter Bialas, Benjamin Britten, Paul Constantinescu, Johann Nepomuk David, Petr Eben, Bengt Hambraeus, Arthur Honegger, Klaus Huber, Charles Ives, Rudolf Kelterborn, Frank Martin, Günter Raphael und Siegfried Reda.
Als Organist führt er beispielsweise 1956 Anton Schoendlingers Toccata und Fuge für Orgel auf.
Erich Schmidt war seit 1940 verheiratet mit Annemarie Schmidt geb. Becker († 2003) und Vater des Cembalobauers und Musikinstrumenten-Restaurators Martin-Christian Schmidt (1946–2000). Seit seiner Emeritierung 1980 lebte er in Radebeul, wo er 2005 im Alter von 94 Jahren verstarb.

## Würdigung
„Erich Schmidt hat sich verdient gemacht um die Entwicklung und Propagierung der zeitgenössischen Kirchenmusik. In der zweiten Hälfte des 20. Jahrhunderts ist er mit seinen Leistungen zu einer der wichtigsten Persönlichkeiten der sächsischen Kirchenmusik geworden.“
„Sein Ziel war vor allem, vielen Menschen das Singen als eine befreiende, heilende, froh machende Lebensäußerung von geistlicher Tiefe erfahrbar zu machen und neue Musik in der Kirche zum Klingen zu bringen.“
„Nicht zuletzt war es die Persönlichkeit Dr. Erich Schmidts, die viele junge Menschen anzog und um sich sammeln konnte. Große geistige Werte, tiefgründige philosophisch-theologische Weltsicht und eine feste Fundierung im christlichen Glauben kennzeichnen ihn.“

## Auszeichnungen
- 1981: Straube-Plakette des Verbandes evangelischer Kirchenmusikerinnen und Kirchenmusiker in Deutschland
- 1998: Sächsischer Verdienstorden[14]

## Tonaufnahmen
- Wolfgang Hufschmidt: Meissner Tedeum. Aufnahmen der Uraufführung 1968 (mit Barbara Hoene, (Sopran), Hartmut Haenchen (Bariton), Meißner Kantorei, Gewandhausorchester Leipzig, Erich Schmidt (Leitung)) und der Wiederaufführung 1997 (mit Antje Bitterlich (Sopran), Martin Lucaß (Bariton), Chor und Orchester sowie Vokal- und Instrumentalsolisten der Folkwang-Hochschule Essen, Hartmut Haenchen (Leitung)). SACD. Cybele, 2003.[15]

## Schriften
- Über den Aufbau rhythmischer Gestalten. Dissertation. C. H. Beck, München 1939.
- Der Meissner Dom und die musica sacra – Domkantor Erich Schmidt: „Der Ruf nach Meißen“. In: Triangel. Mitteldeutscher Rundfunk, Halle 1997, ISSN 1432-9476, S. 20–29 (Auszug aus der Vita von Erich Schmidt, anlässlich der Wiederaufführung des Meissner Tedeum im Oktober 1997).